# Приборкання норовливої (фільм, 2022)
Приборкання норовливої (пол. Poskromienie zlosnicy) — польський фільм 2022 року режисера Анни Вєцур-Блущ.

## Сюжет
Коли молода вчена з розбитим серцем повертається додому, щоб почати життя спочатку, її підлий брат наймає симпатичного незнайомця, який має переконати її продати землю.

## Актори
| Актор                | Роль            |
| -------------------- | --------------- |
| Маґдалена Лампарська | Каска           |
| Міколай Рознерскі    | Патрик          |
| Пйотр Цирвус         |                 |
| Томаш Саприк         |                 |
| Ян Кардасінські      |                 |
| Дорота Ландовська    | Агата           |
| Адам Малиш           |                 |
| Пйотр Полк           | президент банку |
| Магдалена Шейбал     |                 |
| Дорота Сталінська    |                 |
| Ельжбета Трзаскось   |                 |
| Маріуш Вах           |                 |
| Славомир Запала      | клерк           |